# Classe Wolf
La classe Wolf (ou classe Fret) est une classe de huit destroyers  construite pour la Marine royale néerlandaise (Koninklijke Marine) avant la Première Guerre mondiale.

## Histoire
Cette classe de destroyers a servi dans les Indes orientales néerlandaises. 
Les six premiers navires ont été construits au chantier naval De Schelde à Flessingue et les deux derniers au chantier naval Wilton-Fijenoord à Rotterdam. C'étaient les premiers destroyers de conception néerlandaise. Ils sont aussi connus sous le nom de classe Roofdier.
À la fin des années 1920 ils ont été remplacés par ceux de classe Admiralen.

## Les unités
Ils sont baptisés d'après des mammifères de l'ordre des carnivores (en néerlandais : Roofdieren) : loup, furet, bouledogue, chacal, hermine, lynx, renard et panthère.
- Hr. Ms. Wolf (1910–1924)
- Hr. Ms. Fret (1910–1922)
- Hr. Ms. Bulhond (1911–1927)
- Hr. Ms. Jakhals (1912–1928)
- Hr. Ms. Hermelijn (1913–1925)
- Hr. Ms. Lynx (1912–1928)
- Hr. Ms. Vos (1913–1928)
- Hr. Ms. Panter (1913–1934)